# Amsterdamsche Schaakclub
De Amsterdamsche Schaakclub (ASC) was een elitaire Amsterdamse schaakvereniging. ASC werd in 1886 opgericht en behoorde vele jaren tot de top in de Nederlandse schaakwereld. De vereniging werd tien keer Nederlands kampioen. In 1968 hield de vereniging op te bestaan toen zij fuseerde met het Vereenigd Amsterdamsch Schaakgenootschap.

## Geschiedenis
ASC werd opgericht op 1 februari 1886. Het was toen, naast het VAS, de tweede schaakvereniging in Amsterdam.
Max Euwe werd in 1914 op twaalfjarige leeftijd lid van ASC. Hij zou tientallen jaren aan de club verbonden blijven, en ook in teamverband voor de club uitkomen.
Wereldkampioen schaken Emanuel Lasker gaf een schaaksimultaan bij het ASC op 9 februari 1920. Later dat jaar gaf ook de nieuwe wereldkampioen José Raul Capablanca een schaaksimultaansessie bij het ASC.
ASC werd in het seizoen 1920/21 de eerste landskampioen in de door de Nederlandse Schaakbond voor clubs georganiseerde competitie tussen de beste clubs van Nederland, die in die tijd, naast het ASC, respectievelijk Utrecht, VAS, Discendo Discimus en de Nieuwe Rotterdamsche Schaakvereeniging waren. In de jaren 20 en begin jaren 30 domineerde de ASC de nationale competitie met landskampioenschappen in 1922, 1924, 1925, 1926, 1929, 1930, 1933.
Ter ere van haar 40-jarig jubileum organiseerde de club in 1926 een vierkamp tussen Max Euwe, Edgar Colle, Sawielly Tarkakower en Jop Pannekoek.
Akiba Rubinstein gaf op 21 december 1931 een simultaansessie bij ASC.
In september 1934 werd een vierkamp gehouden ter gelegenheid van Andor Lilienthals bezoek. Zijn tegenstanders waren de sterkste schakers van ASC op dat moment: Hendrik van Hartingsvelt, J.G. Karper en F. Wackers. Lilienthal werd eerste met 2½ punt. Het ASC-talent Karper wist een remise af te dwingen tegen de Hongaarse schaakmeester.
Tijdens de Tweede Wereldoorlog kwamen zes leden van de ASC om: Evert Blanken, J. Brandon, Dorus Walter van Emden, Dirk Gijsbertus Gerrits, Lev Mikulinsky en Willy Leonard Wolfsbergen.
In 1958 kwam Theo Luns, voorzitter van de Hoofdstedelijke Schaakbond en tevens penningmeester van de Amsterdamsche Schaakclub, in opspraak omdat hij tijdens een vergadering van de Nederlandse Schaakbond de topspelers profiteurs had genoemd en wees op contributieschuld van topspelers. Naar men aanneemt doelde hij daarbij op Max Euwe, die als erelid van de ASC geen contributie hoefde te betalen. Euwe voelde zich door de opmerkingen van Luns gekrenkt en trok zich terug als bestuurslid van de Schaakbond en als lid van de ASC.
Het leverde een conflict op dat breed werd uitgemeten in de pers en verschillende schaakcoryfeeën verklaarden zich loyaal met Euwe. Zo trad Chris van Weezel terug als voorzitter van de ASC, terwijl de spelers Hans Bouwmeester en Lodewijk Prins bedankten voor het lidmaatschap van de ASC als Luns zou aanblijven. Na excuses van de kant van Luns besloot Euwe nog aan te blijven als bestuurslid en zijn erelidmaatschap aan te houden. Niettemin legde Luns zijn functies onder druk neer. Nicolaas Cortlever werd gekozen als zijn vervanger.
In 1961 vierde de ASC haar 75-jarige bestaan met diverse festiviteiten, waaronder een zeskamp en een vierkamp-toernooi tijdens Pasen.
Na de Tweede Wereldoorlog ging de club achteruit. De ASC wist, gesteund op de ervaring van spelers als Euwe, Lodewijk Prins, Johan Barendregt, Coen Zuidema en Constant Orbaan nog wel tweemaal clubkampioen van Nederland te worden (in 1958 en 1964), maar het ledental was tanende en het lukte niet om talentvolle jonge schakers aan te trekken. In het seizoen 1967/68 degradeerde ASC uit de Hoofdklasse van de KNSB-competitie. Constant Orbaan schreef in het Algemeen Handelsblad dat de vereniging "ten dode gedoemd [zal] zijn of op een of andere manier [zal] moeten fuseren." Zijn voorspelling kwam uit, want later dat jaar fuseerde ASC met het Vereenigd Amsterdamsch Schaakgenootschap. Deze verenigingen hadden een stukje geschiedenis gemeen, omdat zij tot het jaar daarvoor het Amsterdamsche Schaakhuis deelden. Het VAS heeft toen enige jaren de naam VAS/ASC gedragen, de toevoeging ASC is later weer verdwenen.

### Speellocaties

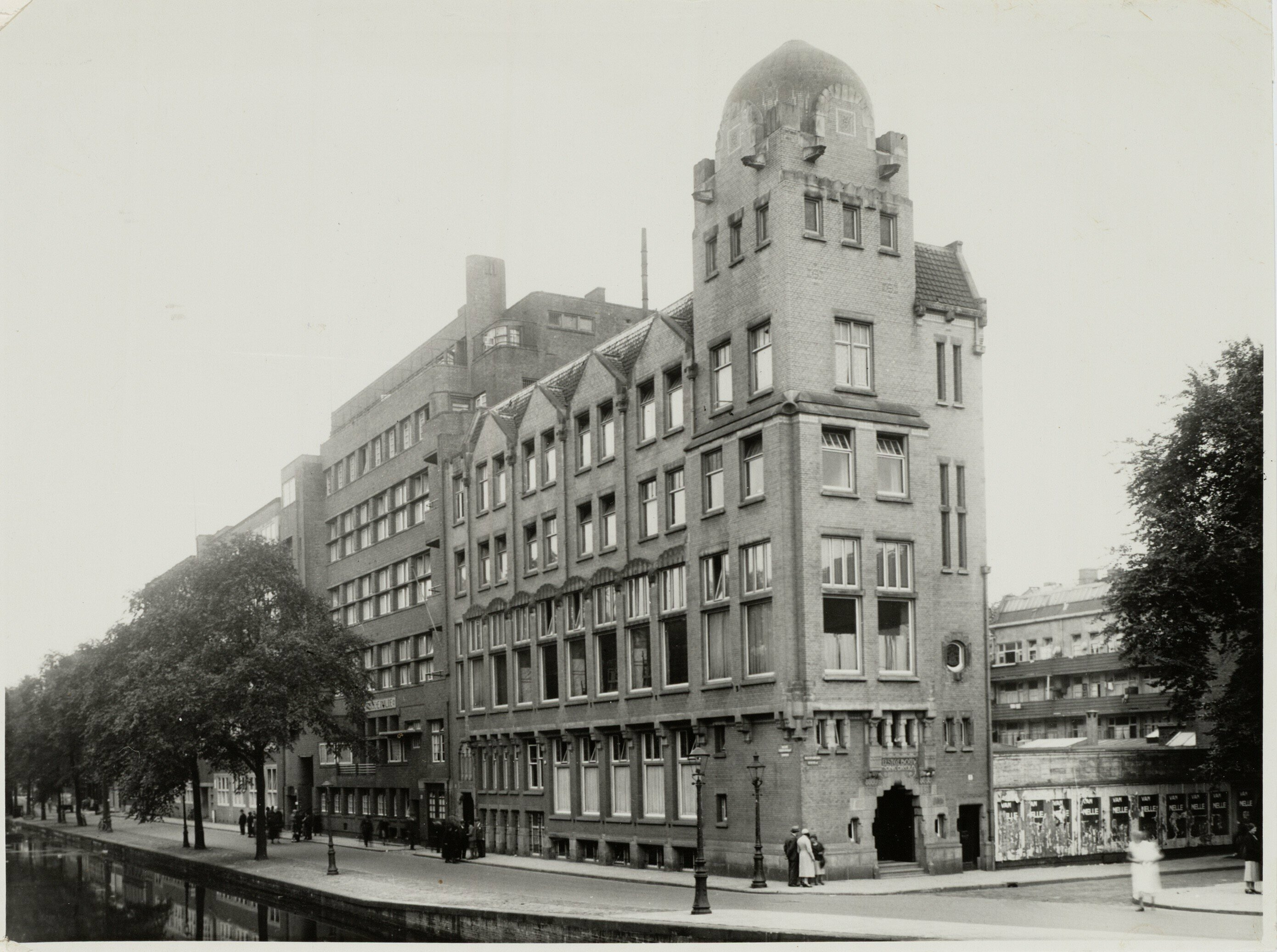
Foto van het Gebouw Concordia aan het Weesperplein (Amsterdam)

De ASC heeft in haar geschiedenis op verschillende locaties gespeeld.
Eind 19e eeuw had ASC haar speellokaal in "De Karseboom" aan de Kalverstraat. Toen dat café sloot verhuisde ASC naar "De Nieuwe Karseboom" op het Rembrandtplein. Op 4 maart 1918 werd een nieuw speellokaal gevonden in "Former" aan het Kleine Gartmanplantsoen.
Vanaf de jaren 20 van de 21e eeuw had ASC haar speellokaal in Gebouw Concordia aan het Weesperplein. In 1933 verhuisde ASC naar Hotel Parkzicht. Gebouw Concordia werd in 1934 gesloopt.
In 1936 besloten ASC en het VAS om gezamenlijk een schaakhuis te stichten. Daartoe werd de locatie aan de Plantage Franschelaan 14 (tegenwoordig Henri Polaklaan 14) gehuurd. Op 30 december 1936 werd het Amsterdamsche Schaakhuis feestelijk geopend door de Amsterdamse wethouder van Onderwijs, Emanuel Boekman. Ook Max Euwe was bij deze plechtigheid aanwezig. Tot en met 1967, toen het schaakhuis door financiële problemen gesloten moest worden, speelde ASC op deze locatie. 
In het laatste seizoen dat de club actief was speelde hij samen met het VAS in Felix Meritis, waar de VASCA-schaaksociëiteit was gevestigd.

## Bekende leden[19]
- Johan Barendregt
- Max Euwe
- Hendrik van Hartingsvelt
- Jan Willem te Kolsté
- Hans Kmoch
- Constant Orbaan
- Lodewijk Prins
- Coen Zuidema

## Erelijst
| Competitie                                  | Aantal | Jaren                                                                                    |
| ------------------------------------------- | ------ | ---------------------------------------------------------------------------------------- |
| Nederlands landskampioenschap / Hoofdklasse | 10x    | 1920/21, 1921/22, 1923/24, 1924/25, 1925/26, 1928/29, 1929/30, 1932/33, 1957/58, 1963/64 |

## ASC Jubileumvierkamp (1926)
In 1926 organiseerde het ASC ter ere van haar 40-jarig bestaan een vierkamptoernooi met in de hoofdklasse de buitenlandse meesters Edgar Colle (België) en Sawielly Tarkakower (Polen) en de Nederlandse schakers Max Euwe en Jop Pannekoek. Laatstgenoemde werd indertijd gezien als een groot aanstormend talent. De partijen van de vierkamp werden afgewerkt op 17, 18 en 19 april 1926 in Gebouw Concordia aan het Weesperplein. Colle won het toernooi.

### Uitslagen en kruistabel[27][28]
| # | Naam                | Score | 1  | 2  | 3  | 4  |
| - | ------------------- | ----- | -- | -- | -- | -- |
| 1 | Edgar Colle         | 2½    | -- | ½  | 1  | 1  |
| 2 | Sawielly Tarkakower | 2     | ½  | -- | ½  | 1  |
| 3 | Max Euwe            | 1½    | 0  | ½  | -- | 1  |
| 4 | Jop Pannekoek       | 0     | 0  | 0  | 0  | -- |